# Medjugorje Open
Il Medjugorje Open è stato un torneo professionistico di tennis giocato su campi in cemento. Faceva parte dell'ATP Challenger Series. Si è giocata una sola edizione, a Medjugorje in Bosnia ed Erzegovina.

## Albo d'oro

### Singolare
| Anno | Campione     | Finalista | Punteggio |
| ---- | ------------ | --------- | --------- |
| 2008 | Iván Navarro | Pere Riba | 6–0, 6–2  |

### Doppio
| Anno | Campioni                | Finalisti              | Punteggio |
| ---- | ----------------------- | ---------------------- | --------- |
| 2008 | Jan Minář Martin Slanar | Pere Riba Pablo Santos | 7–5, 6–3  |